# Перекладная анимация
Перекладная анимация (мультипликация), также техника перекладки «бумажных марионеток» или просто перекладка — техника покадровой съёмки плоских фигур из бумаги или картона. Данную технику часто используют для снижения стоимости производства и сокращения времени съёмок, что может привести к снижению качества отснятого материала. Но при этом некоторые аниматоры, используя технику перекладки, создают высокохудожественные произведения, например, Юрий Норштейн, снявший фильмы «Ёжик в тумане» и «Сказка сказок».

## Техника
Перед началом съёмок художники рисуют персонажей мультфильма в разных позах и делят фигурки на отдельные части (голову, туловище, руки, ноги). В классической перекладке вырезанные из бумаги части фигурки персонажа выкладывают на мультстанок на фон и снимают кадр. Потом деталь фигурки перемещается и делается следующий снимок. Начиная с мультфильма «Цапля и журавль» Юрий Норштейн стал использовать станок собственной разработки, состоящий из нескольких стеклянных ярусов, что позволило ему добиться глубины в изображении кадра.

## Примеры
При помощи этой техники были сняты советские мультфильмы «Ёжик в тумане», «Дядя Фёдор, пёс и кот», «Месть кота Леопольда», «Леопольд и золотая рыбка», «Краденое солнце», «Приключения капитана Врунгеля», «Остров сокровищ» и т. д.
В технике перекладки создаётся мультфильм «Шинель».
За пределами России в технике перекладки, снимается американский мультсериал «Южный парк».

## Компьютерная перекладка
С появлением компьютерных технологий придумали перекладывать фрагменты персонажей на компьютере. Так были сняты мультфильмы «ПЫК-ПЫК-ПЫК», «Шерлок Холмс и чёрные человечки» и т. д.